# Christian Vollrath
Johann Friedrich Christian Vollrath (1799–1871) war ein deutscher Pädagoge und Braillist in Weimar und Begründer der Blindenbetreuung.
In Weimar gründete er eine 1820 „Vollrath’sche Privatanstalt“ für Blinde, gehörlose und schwachsinnige Kinder. Im Jahre 1825 wurde Vollrath an die Bürgerschule Weimar berufen, womit er einer der ersten Lehrer dieser Schule überhaupt war, führte jedoch seinen Untersicht für die Blinden und Taubstummen an seinen „Viersinnigen“ weiter. Diese Privateinrichtung wurde von Anfang an durch den Großherzog Carl August bezuschusst. Im Jahre 1828 hatte die Einrichtung 28 Zöglinge. Diese private Einrichtung ging 1858 in die Obhut von Carl Oehlwein (1825–1891) über, nachdem 1857 Vollrath seine Tätigkeit aufgegeben hatte. Die Großherzogin Sophie von Sachsen-Weimar-Eisenach unterstützte die Einrichtung ebenfalls. Die Einrichtung wurde bereits 1839 zur Großherzoglichen Blinden- und Taubstummen-Anstalt zu Weimar erhoben und zugleich in Eisenach eine solche Anstalt gegründet. Parallel zu Oehlwein engagierte sich Max Zöllner für die Blinden. Dessen Engagement wiederum führte zur Gründung eines Vereins und zur Bildung der Blindenwerkstatt führte, die 1923 das Land Thüringen übernahm.
Vollrath schrieb 1833 auch ein Buch unter dem Titel: Der Sprechfreund, oder, Erstes Schulbuch für Taubstumme und Vollsinnige, mit den nöthigen Bemerkungen versehen, Weimar 1833.